# Mario Borciani
Mario Borciani (Genova, 30 maggio 1953) è un compositore e pianista italiano.
È l'unico figlio di Paolo Borciani e di Elisa Pegreffi che furono rispettivamente primo e secondo violino del celebre Quartetto Italiano). Ha compiuto i suoi studi a Milano. Si è diplomato al Conservatorio di Milano in pianoforte con Bruno Canino, prefezionandosi poi con Dieter Weber a Vienna e con Guido Agosti a Siena. Ha contemporaneamente compiuto gli studi classici presso il Liceo G. Berchet.  Ha  inoltre studiato composizione con Franco Donatoni, Massimo Toffoletti e Bruno Bettinelli. Ha insegnato pianoforte principale dal 1976 nei Conservatori di Riva del Garda, Parma, Como e Piacenza; dal 1997 al 2020 ha insegnato  presso il Conservatorio Giuseppe Verdi di Milano dove ha anche tenuto, per sedici anni, la cattedra di Lettura a prima vista per il Triennio e per il Biennio superiore.
All'attività di pianista, che lo ha visto attivo in Italia, all'estero e sul mercato discografico, ha via via affiancato e poi privilegiato quella di compositore didattico per il teatro. In tale veste ha collaborato con diverse istituzioni:
- Teatro greco di Siracusa, (Elettra di Sofocle)
- Teatro Stabile di Genova, (Nathan il saggio di Gotthold Ephraim Lessing e L'imbalsamatore di Renzo Rosso)
- Venetoteatro, (La marchesa di O... di Heinrich von Kleist)
- Orestiadi di Gibellina, (Il ratto di Proserpina di Rosso di San Secondo)
- Mittelfest di Cividale del Friuli, (Praga magica di Angelo Maria Ripellino)
- Festival di Martina Franca, (Amor vuol sofferenza di Leonardo Leo)

Scrive soprattutto musiche di commento sonoro per numerose compagnie teatrali pubbliche e private:
(elenco non esaustivo)
- Il Gruppo della Rocca
- Teatro Franco Parenti di Milano
- Compagnia Glauco Mauri
- Teatro di Sardegna
- Compagnia Stabile dei Filodrammatici - Teatro dei Filodrammatici (Milano)
- Progetto Luca Ronconi per la RAI
- Festival di Edimburgo
- West End di Londra, Arcola Theatre
- Festival di Avignone

Nel 1998-1999 ha organizzato e diretto il Festival Risvegli di Primavera al Teatro dei Filodrammatici di Milano per cui ha scritto e messo in scena numerosi spettacoli musicali. Fra questi ha ideato la Serata Beatles: tredici compositori italiani di svariate tendenze si sono cimentati nella trascrizione quartettistica di alcune canzoni dei Fab-Four.
Con la moglie Anna Zapparoli, attrice e cantante, ha realizzato i seguenti spettacoli di cui ha composto le musiche:
- 2011 - Alice - Who Dreamed It? (Chi l'ha sognato?), riduzione liberamente tratta dai due libri di Alice di Lewis Carroll, regia: Anna Zapparoli
- 2008 - Il buco nell'algebra, musical da camera tratto da Memorie di un giovane re di Heinrich Böll, in collaborazione con il Coro di voci bianche del Teatro alla Scala
- 2006 - Heloïse,  cantata da camera, regia dello stesso Borciani
- 2002 - Eva, regia di Guido De Monticelli, interpretato da Paolo Bonacelli
- 2001 - 1933 and All That - Brecht, Weill & Friends, spettacolo brechtiano
- 1999 - Molly Bloom - The Earth and the Music, dall'Ulisse di James Joyce
- 1998 - Il Cabaret dei destini incrociati, spettacolo sul cabaret tedesco dal 1900 al 1950[1]

Nel 1997 insieme alla moglie ha fondato la compagnia Dual Band che nel corso degli anni si è specializzata in musical da camera. Di ogni spettacolo curano ogni segmento: dalla drammaturgia musicale alla messa in scena; ogni spettacolo viene proposto sia in italiano che in inglese.
Nel 2005 ha donato alla biblioteca del Conservatorio Giuseppe Verdi di Milano l'intera collezione di famiglia, costituita da circa 700 pubblicazioni per quartetto d'archi e per complessi da camera con archi, che spaziano dal '700 a tutto il '900.